# Augustiner-Chorherrenstift Wittingau

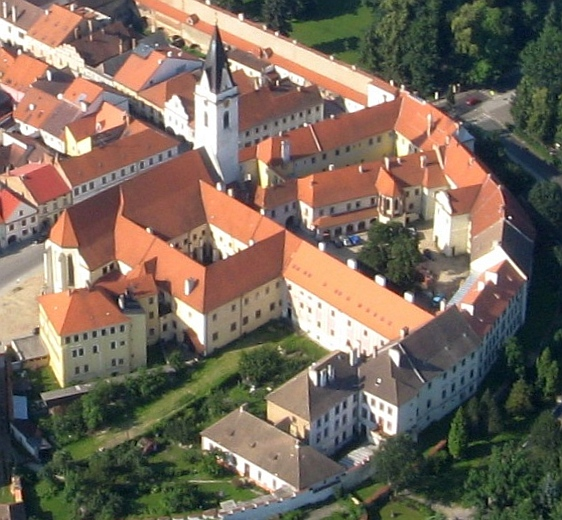
Chorherrenstift Třeboň

Das ehemalige Augustiner-Chorherrenstift Wittingau (tschechisch Augustiniánský klášter v Třeboňi; lateinisch Conventus S. Augustini Canonicorum Regularium in Trzebon / Wittingaw) in Wittingau im Budweiser Kreis gehörte zum Erzbistum Prag. Das Kloster geht zurück auf eine adelige Stiftung der Herren von Rosenberg.

## Geschichte
1367 gründeten die Brüder Peter, Jodok, Ulrich und Johann von Rosenberg in Wittingau ein Augustiner-Chorherrenstift. Zugleich verpflichteten sie sich, das Stift so auszustatten, dass dort acht Kanoniker leben können. Der Prager Erzbischof Johann Očko von Wlašim stimmte zu, dass die erstmals 1280 belegte Pfarrkirche zur Stiftskirche mit dem Patrozinium hl. Ägidius umgewidmet wird und wies dem Stift die Filialkirche in Mladošovice mit ihren Einkünften zu. Außerdem beauftragte der Bischof den Raudnitzer Propst Nikolaus / Mikuláš, das Wittingauer Stift mit geeigneten Mitbrüdern zu besiedeln und mit diesen einen Konvent zu bilden. Erster Propst wurde der Raudnitzer Kanoniker Beneš. Bis 1384 waren die Stiftsgebäude und der Kreuzgang fertiggestellt. Am 8. Dezember 1386 erteilte Papst Urban VI. der Propstei die Pontifikalien, wodurch sie zur Abtei aufstieg aber nachfolgend Zehntpflichtig wurde.
Ernsthaft gefährdet war das Stift ab 1417, als Ulrich von Rosenberg unter dem Einfluss seines Vormundes Čeněk von Wartenberg stand und sich dem Utraquismus zuwandte. Nachdem der Hussitenführer Jan Žižka im Herbst 1420 die Herrschaft Wittingau belagerte, wandte sich Ulrich von diesem ab und erteilte den Kanonikern die Genehmigung, sich in Sicherheit zu bringen. Daraufhin begaben sie sich in verschiedene Augustinerstifte in Österreich. Bereits 1418 hatten sie die Stiftsarchivalien in der Sakristei des Schlosses Krumau versteckt. Die kostbaren liturgischen Geräte übergaben sie damals ihrem Patronatsherrn Ulrich, der sie jedoch schon bald an Reinprecht von Walsee verpfändete. Zwar kehrten die geflohenen Kanoniker schon 1426 in ihr Stift zurück, aber erst nachdem Ulrich von Rosenberg 1457 die Herrschaft Wittingau seinem Sohn Johann überschrieb, gab dieser dem Stift die liturgischen Geräte zurück.
Mit dem Aufkommen der lutherischen Reformation veränderte sich die wirtschaftliche Lage durch verringerte Einkommen so sehr, dass das Stift um die Mitte des 16. Jahrhunderts total verschuldet war. Durch die religiösen Wirren verringerte sich auch die Anzahl der Ordensbrüder, was einen geistigen Verfall zur Folge hatte. Nach dem Tod des Abtes Andreas, der nach den Aufzeichnungen des rosenbergischen Archivars Václav Březan einen „nur bösen Ruf“ hatte, wurde kein Nachfolger mehr gewählt. Deshalb beabsichtigte der Patronatsherr Wilhelm von Rosenberg, anstelle des Chorherrenstifts ein Jesuitenkolleg zu errichten. Da er sich mit den Jesuiten nicht einigen konnte, wurde das Stift in eine Pfarrei mit weltlichen Seelsorgern umgewandelt und die vormaligen Stiftsgüter der rosenbergischen Herrschaft Wittingau angeschlossen.

## Wiederbegründung 1631
Nach dem Tod Wilhelms von Rosenberg 1592 erbte sein Bruder Peter Wok von Rosenberg dessen Besitzungen. Obwohl er und seine Familie der Brüderunität angehörten, blieb die katholische Seelsorge in Wittingau erhalten. Nach Peter Woks Tod 1611 gelangten seine Besitzungen testamentarisch an die Herren von Schwanberg. Wegen der Beteiligung des Peter III. von Schwanberg am Ständeaufstand von 1618 wurde das Vermögen der Herren von Schwanberg nach der Schlacht am Weißen Berg konfisziert und fiel an Kaiser Ferdinand II., der die Herrschaft Wittingau seinem Sohn, Erzherzog Ferdinand III. (HRR), abtrat. Dieser beauftragte den Jesuiten Adam Kravařský mit der Rekatholisierung und war fest entschlossen, das Stift neu zu besetzen. Deshalb forderte er den Klosterneuburger Propst Bernhard I. (Enoch Waitz) auf, zusammen mit dem Rektor des Jesuitenkollegs Krumau, Wolfgang Silvanus, den Zustand der verödeten Stiftsgebäude und -dörfer festzustellen. Unabhängig von deren Gutachten verfügte Erzherzog Ferdinand mit Dekret vom 15. Februar 1631 die Erneuerung des Stiftes. Schon am 26. März d. J. kam Propst Bernhard Waitz mit zwei Kanonikern aus dem Stift Klosterneuburg nach Wittingau. Einer der Kanoniker wurde zum Administrator ernannt, Ihm übergab der Wittingauer Hauptmann die Temporalien; der Krumauer Archidiakon Matthäus Thomae Übertrug den beiden Kanonikern im Auftrag des Prager Erzbischofs Ernst Adalbert von Harrach die Seelsorge. Die Zeit des Dreißigjährigen Krieges überstand das Stift weitgehend unversehrt. Mit Dekret vom 18. November 1662 löste Kaiser Leopold I. das Stift Wittingau vom Stift Klosterneuburg. Erster Propst des neu begründeten Stifts Wittingau wurde 1663 der Chorherr Norbert Heermann.
Obwohl Kaiser Joseph II. auf die Bitte des Patronatsherrn Joseph von Schwarzenberg am 20. September 1784 dem Stift Wittingau alle seine Privilegien bestätigte, verbot er nach dem Tod des Abtes Augustin Marek († 14. Juli 1785) eine Neuwahl. Am 16. November 1785 löste er das Stift Wittingau im Rahmen der Josephinischen Reformen endgültig auf. Die elf Kanoniker durften noch bis zum 16. April 1786 verbleiben. Acht von ihnen wirkten danach als Weltpriester in der Seelsorge. Der Stiftsdechant Floridus Brož und zwei kranke Chorherren erhielten eine Pension. Die Stiftsgebäude und das zugehörige Gut ersteigerte am 19. Juni 1786 Johann I. Fürst zu Schwarzenberg. Das Barvermögen fiel an den Religionsfonds.

## Stiftskirche

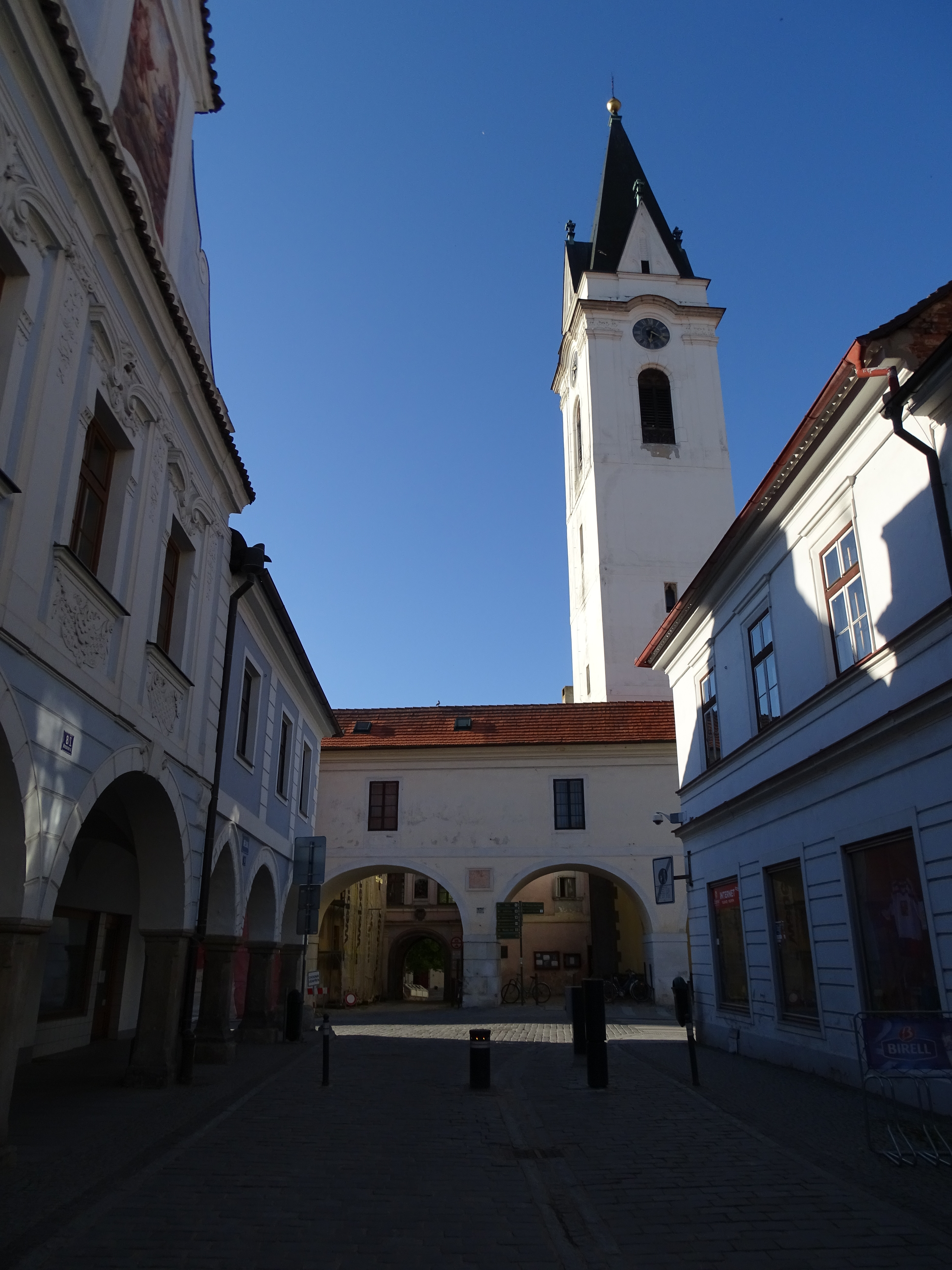
Blick auf das Kloster

Eine Pfarrkirche in Wittingau wird bereits im Jahr 1280 erwähnt. Nach der Gründung des Chorherrenstifts 1367 wurde sie als zweischiffige Hallenkirche neu errichtet. Das Presbyterium der Kirche wurde etwa im Jahre 1380 fertiggebaut und das Zweischiff wurde in den darauffolgenden Jahren eingewölbt. Den Hauptaltar mit der gotischen Tafelmalerei schuf Ende des 14. Jahrhunderts der Meister von Wittingau. Bei der baulichen Umgestaltung 1781 im Stil des Barock wurde der ursprüngliche Bilderzyklus des gotischen Altars auf die umliegenden Kirchen verteilt. Einzelne Tafeln befinden sich heute in der Nationalgalerie Prag.
Bei der Generalreparatur des Klosters und der Kirche in den Jahren 1897–1903 wurde der Kirchturm regotisiert, der nach dem Brand im Jahr 1781 eine Barockkuppel bekommen hatte. Die Altäre und die übrigen Einrichtungen sind meist barock und stammen aus der 1. Hälfte des 18. Jhds., die Kanzel ist aus dem Jahre 1791. An den Wänden ist eine malerische Ausschmückung überwiegend aus der zweiten Hälfte des 15. Jhds. erhalten geblieben. Am Chor befindet sich ein Fresko mit dem Thema des Jüngsten Gerichtes und am Eingang vom Chor in die Sakristei ein Teil des Freskos zur Wende der 14. und 15. Jahrhunderte, die die Ankunft der ersten Ordensbrüder aus Roudnice nach Třeboň darstellt.

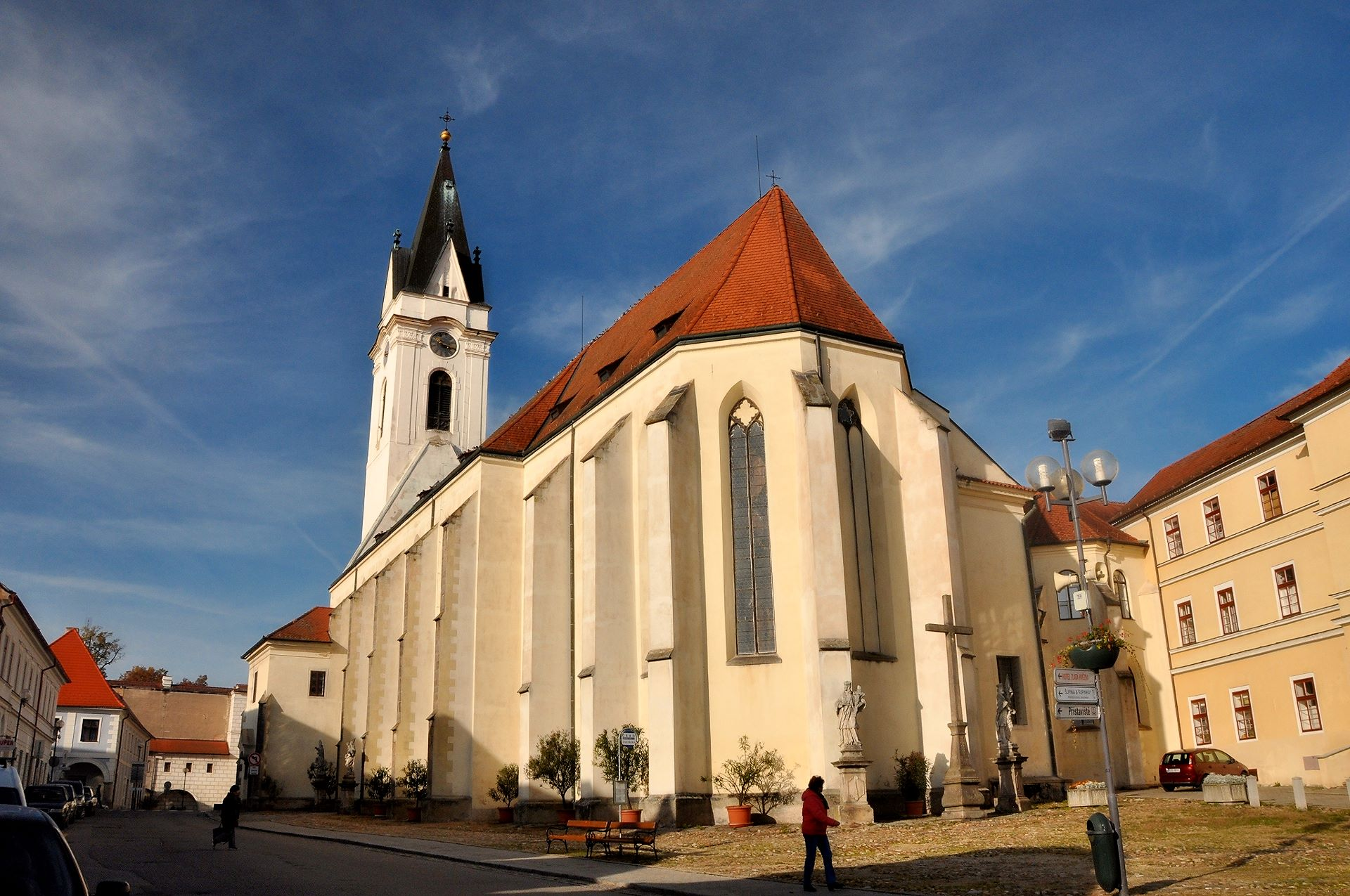
Ansicht der Stiftskirche
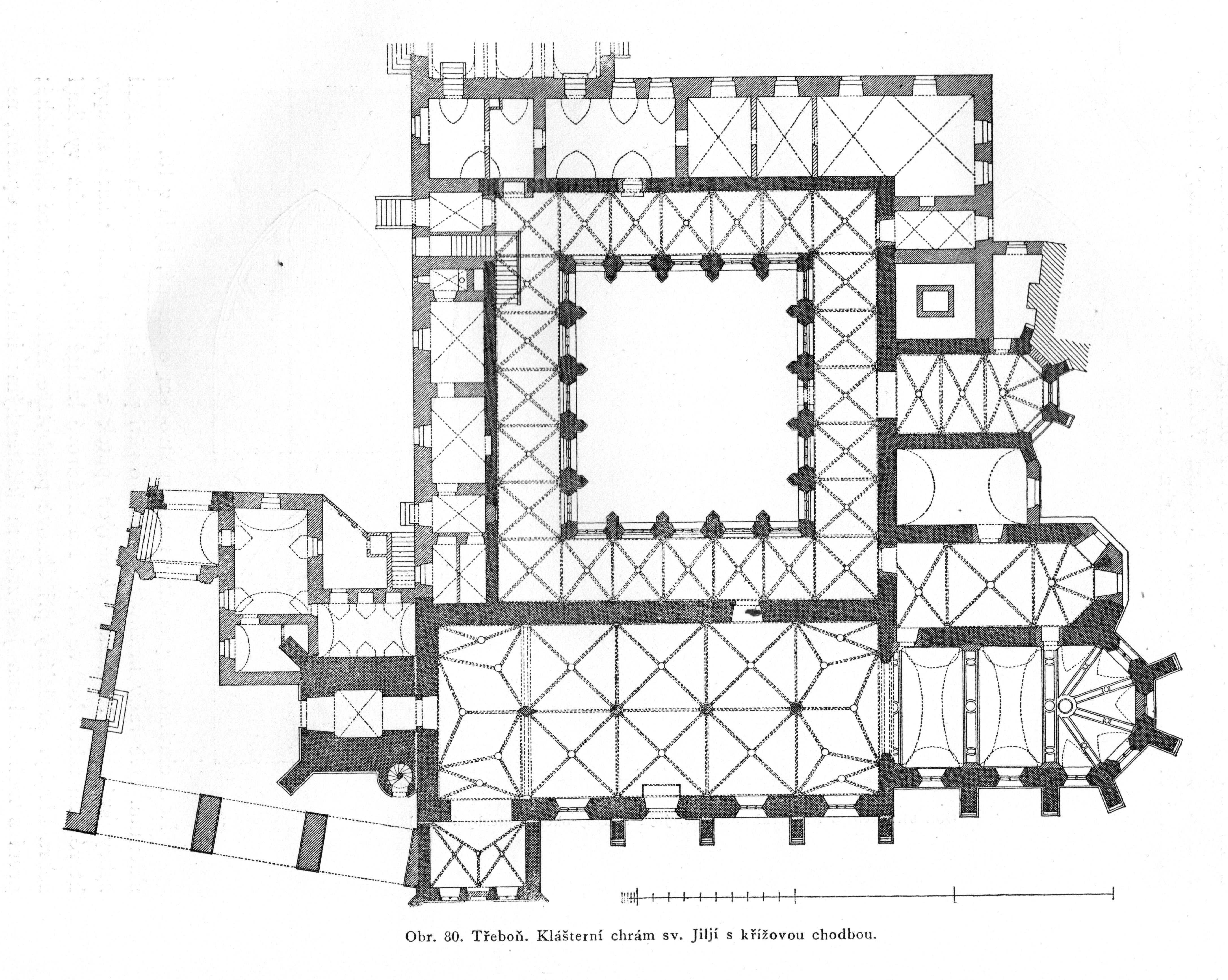
František Mareš, Jan Sedláček Grundriss der Klosteranlage

## Bibliothek und Skriptorium
Das Stift war von Anfang an mit einer reichen Bibliothek, einem Skriptorium und einer Lateinschule ausgestattet. 1493 schenkte Benedikt von Waldstein, Bischof von Cammin, dem Stift ein reich illustriertes Brevier. Nach der Auflösung des Stifts wurden die Handschriften, Inkunabeln und ein Teil der neueren Bücher nach Prag gebracht.